# Dr Chau Chak Wing Building
Il Dr Chau Chak Wing Building è un edificio che fa parte della University of Technology Sydney situato a Sydney nel Nuovo Galles del Sud, in Australia. È il primo edificio progettato dall'architetto Frank Gehry in Australia.

## Descrizione
L'edificio, alto 41,56 metri e sviluppato insieme alla Arup, prende il nome da Chau Chak Wing, un imprenditore e filantropo cinese-australiano che ha donato 20 milioni di dollari per la costruzione della struttura. Composto da 13 piani ospita alloggi, aule, centri di ricerca e uffici per circa 1 256 studenti.
La facciata dell'edificio è composta da 320 000 mattoni progettati su misura. I primi lavori sul sito e gli scavi delle fondamenta sono stati fatti dalla fine del 2011 all'inizio del 2012. L'edificio è stato costruito dalla Lend Lease Group.
La costruzione dell'edificio è iniziata alla fine del 2012. La struttura è stata inaugurata il 2 febbraio 2015.